# مصعب بن عبد الله الزبيري
أبو عبد الله مصعب بن عبد الله بن مصعب بن ثابت بن عبد الله بن الزبير بن العوام الزبيري (156 هـ - 236 هـ / 773م - 851م) عالم بالنسب والحديث وأيام العرب، علامة بالأنساب، غزير المعرفة بالتاريخ، ثقة في الحديث، وله شعر حسن. وأمُّه هيّ أمةُ الجبَّار بنت إبراهيم بن جعفر بن مصعب بن الزبير بن العوام.

## حياته وصفاته
ولد بالمدينة عام 156 هـ الموافق لسنة 773م، وسكن بغداد، وتوفي بها عام 236 هـ الموافق لسنة 851م.
كان أوجه قريش مروءة وعلما وشرفا.
وكان ثقة في الحديث، شاعرا.

## كتبه
- كتاب نسب قريش (مطبوع).[3]
- النسب الكبير.
- حديث مصعب, (مخطوط في شستربتي تحت رقم 3849.).

## وصلات خارجية
- بوابة الشعراء : ديوان مصعب بن عبد الله الزبيري